# Carling Bassett
Pour les articles homonymes, voir Bassett.
Carling Bassett (née le 9 octobre 1967 à Toronto) est une joueuse de tennis canadienne, professionnelle de janvier 1983 jusqu'au milieu des années 1990. Elle est aussi connue sous son nom de femme mariée, Carling Bassett-Seguso, à la suite de son mariage le 26 septembre 1987 avec le joueur de tennis américain Robert Seguso.
En 1984, elle a atteint les demi-finales à l'US Open (défaite contre Chris Evert), sa meilleure performance en simple dans une épreuve du Grand Chelem.
Carling Bassett a fait partie de l'équipe canadienne de Fed Cup de 1982 à 1987.
Elle a remporté quatre titres WTA pendant sa carrière (deux en simple, deux en double dames).

## Palmarès

### Titres en simple dames
| No | Date       | Nom et lieu du tournoi       | Catégorie | Dotation | Surface         | Finaliste       | Score         |          |
| -- | ---------- | ---------------------------- | --------- | -------- | --------------- | --------------- | ------------- | -------- |
| 1  | 14-02-1983 | Ginny of Hershey, Hershey    |           | 50 000 $ | Moquette (int.) | Sandy Collins   | 2-6, 6-0, 6-4 | Parcours |
| 2  | 18-05-1987 | GP de Strasbourg, Strasbourg |           | 75 000 $ | Terre (ext.)    | Sandra Cecchini | 6-3, 6-4      | Parcours |

### Finales en simple dames
| No | Date       | Nom et lieu du tournoi                  | Catégorie | Dotation  | Surface         | Vainqueure       | Score         |          |
| -- | ---------- | --------------------------------------- | --------- | --------- | --------------- | ---------------- | ------------- | -------- |
| 1  | 28-02-1983 | Congoleum Classic, Palm Springs         |           | 50 000 $  | Dur (ext.)      | Yvonne Vermaak   | 6-3, 7-5      | Parcours |
| 2  | 11-04-1983 | Lipton WTA Championships, Amelia Island |           | 250 000 $ | Terre (ext.)    | Chris Evert      | 6-3, 2-6, 7-5 | Parcours |
| 3  | 07-11-1983 | Ginny Championships, Honolulu           |           | 100 000 $ | Moquette (int.) | Kathleen Horvath | 4-6, 6-2, 7-6 | Parcours |
| 4  | 08-10-1984 | Florida Federal Open, Tampa             |           | 150 000 $ | Dur (ext.)      | Michelle Casati  | 6-1, 7-6      | Parcours |

### Titres en double dames
| No | Date       | Nom et lieu du tournoi     | Catégorie | Dotation  | Surface    | Partenaire        | Finalistes                  | Score    |          |
| -- | ---------- | -------------------------- | --------- | --------- | ---------- | ----------------- | --------------------------- | -------- | -------- |
| 1  | 08-10-1984 | Florida Federal Open Tampa |           | 150 000 $ | Dur (ext.) | Elizabeth Sayers  | Mary Lou Piatek Wendy White | 6-4, 6-3 | Parcours |
| 2  | 04-11-1985 | Florida Federal Open Tampa |           | 150 000 $ | Dur (ext.) | Gabriela Sabatini | Lisa Bonder Laura Arraya    | 6-0, 6-0 | Parcours |

### Finale en double dames
| No | Date       | Nom et lieu du tournoi                  | Catégorie | Dotation  | Surface      | Vainqueures                      | Partenaire  | Score         |          |
| -- | ---------- | --------------------------------------- | --------- | --------- | ------------ | -------------------------------- | ----------- | ------------- | -------- |
| 1  | 15-04-1985 | Sunkist/WTA Championships Amelia Island |           | 250 000 $ | Terre (ext.) | Rosalyn Fairbank Hana Mandlíková | Chris Evert | 6-1, 2-6, 6-2 | Parcours |

## Parcours en Grand Chelem

### En simple dames
| Année | Open d'Australie (janvier) | Open d'Australie (janvier) | Internationaux de France | Internationaux de France | Wimbledon       | Wimbledon       | US Open         | US Open          | Open d'Australie (décembre) | Open d'Australie (décembre) |
| ----- | -------------------------- | -------------------------- | ------------------------ | ------------------------ | --------------- | --------------- | --------------- | ---------------- | --------------------------- | --------------------------- |
| 1983  | n/a                        | n/a                        | 1er tour (1/64)          | Sabrina Goleš            | 4e tour (1/8)   | Andrea Jaeger   | 3e tour (1/16)  | Zina Garrison    | 1/4 de finale               | Pam Shriver                 |
| 1984  | n/a                        | n/a                        | 1/4 de finale            | Chris Evert              | 3e tour (1/16)  | Anne Hobbs      | 1/2 finale      | Chris Evert      | 1er tour (1/32)             | Beverly Mould               |
| 1985  | n/a                        | n/a                        | 4e tour (1/8)            | Terry Phelps             | 2e tour (1/32)  | Rene Uys        | 4e tour (1/8)   | Helena Suková    | -                           | -                           |
| 1986  | n/a                        | n/a                        | 1/4 de finale            | Chris Evert              | 4e tour (1/8)   | Hana Mandlíková | 1er tour (1/64) | Alycia Moulton   | n/a                         | n/a                         |
| 1987  | 4e tour (1/8)              | Hana Mandlíková            | 3e tour (1/16)           | C. Kohde-Kilsch          | 1er tour (1/64) | Sabrina Goleš   | 2e tour (1/32)  | C. Kohde-Kilsch  | n/a                         | n/a                         |
| 1988  | -                          | -                          | 1er tour (1/64)          | Elna Reinach             | 1er tour (1/64) | G. Sabatini     | 3e tour (1/16)  | Larisa Savchenko | n/a                         | n/a                         |
| 1989  | -                          | -                          | -                        | -                        | -               | -               | 1er tour (1/64) | Gretchen Rush    | n/a                         | n/a                         |

À droite du résultat, l’ultime adversaire.

### En double dames
| Année | Open d'Australie (janvier) | Open d'Australie (janvier) | Internationaux de France      | Internationaux de France   | Wimbledon                    | Wimbledon               | US Open                      | US Open                     | Open d'Australie (décembre) | Open d'Australie (décembre) |
| ----- | -------------------------- | -------------------------- | ----------------------------- | -------------------------- | ---------------------------- | ----------------------- | ---------------------------- | --------------------------- | --------------------------- | --------------------------- |
| 1983  | n/a                        | n/a                        | 1er tour (1/32) Zina Garrison | Kohde-Kilsch Eva Pfaff     | 2e tour (1/16) Zina Garrison | R. Fairbank C. Reynolds | 3e tour (1/8) I. Madruga     | Navrátilová Pam Shriver     | 1er tour (1/16) B. Nagelsen | Jo Durie Ann Kiyomura       |
| 1984  | n/a                        | n/a                        | 2e tour (1/16) A. Temesvári   | Navrátilová Pam Shriver    | 2e tour (1/16) A. Temesvári  | B. Potter Sharon Walsh  | 3e tour (1/8) A. Temesvári   | Anne Hobbs W. Turnbull      | 1/4 de finale Zina Garrison | Navrátilová Pam Shriver     |
| 1985  | n/a                        | n/a                        | 1er tour (1/32) C. Tanvier    | Beth Herr Terry Phelps     | 2e tour (1/16) Andrea Leand  | I. Demongeot N. Tauziat | 1/4 de finale Chris Evert    | Zina Garrison Kathy Rinaldi | -                           | -                           |
| 1986  | n/a                        | n/a                        | 2e tour (1/16) S. Mascarin    | Navrátilová A. Temesvári   | -                            | -                       | 2e tour (1/16) B. Gadusek    | S. Cecchini Sabrina Goleš   | n/a                         | n/a                         |
| 1987  | -                          | -                          | 3e tour (1/8) D. Balestrat    | Kohde-Kilsch Helena Suková | 2e tour (1/16) Helen Kelesi  | Neige Dias P. Tarabini  | -                            | -                           | n/a                         | n/a                         |
| 1988  | -                          | -                          | -                             | -                          | -                            | -                       | 2e tour (1/16) Beth Herr     | Penny Barg Elise Burgin     | n/a                         | n/a                         |
| 1989  | -                          | -                          | -                             | -                          | -                            | -                       | 1er tour (1/32) Monica Seles | K. Maleeva M. Maleeva       | n/a                         | n/a                         |
| 1990  | -                          | -                          | 2e tour (1/16) Ann Grossman   | S. Cecchini P. Tarabini    | 1er tour (1/32) Ann Grossman | J. Capriati M. McGrath  | -                            | -                           | n/a                         | n/a                         |

Sous le résultat, la partenaire ; à droite, l’ultime équipe adverse.

### En double mixte
| Année | Open d'Australie (janvier), | Open d'Australie (janvier), | Internationaux de France     | Internationaux de France   | Wimbledon                     | Wimbledon                   | US Open                     | US Open                    | Open d'Australie (décembre), | Open d'Australie (décembre), |
| ----- | --------------------------- | --------------------------- | ---------------------------- | -------------------------- | ----------------------------- | --------------------------- | --------------------------- | -------------------------- | ---------------------------- | ---------------------------- |
| 1982  | n/a                         | n/a                         | 1er tour (1/16) Chip Hooper  | W. Turnbull John Lloyd     | -                             | -                           | -                           | -                          | n/a                          | n/a                          |
| 1983  | n/a                         | n/a                         | 1/4 de finale Jimmy Arias    | Leslie Allen Charles Buzz  | 1er tour (1/32) V. Van Patten | Beth Herr David Graham      | -                           | -                          | n/a                          | n/a                          |
| 1984  | n/a                         | n/a                         | 1er tour (1/32) Brad Gilbert | Jenny Byrne M. Kratzmann   | 3e tour (1/8) Greg Holmes     | Navrátilová Mike Estep      | -                           | -                          | n/a                          | n/a                          |
| 1985  | n/a                         | n/a                         | 2e tour (1/16) Wojtek Fibak  | C. Jolissaint Z. Kuhárszky | 2e tour (1/16) Greg Holmes    | Hetherington Ricardo Acuña  | -                           | -                          | n/a                          | n/a                          |
| 1986  | n/a                         | n/a                         | 1er tour (1/32) D. Ralston   | Beth Herr Jorge Lozano     | 1er tour (1/32) D. Ralston    | Virginia Wade John Feaver   | 2e tour (1/8) Gary Donnelly | Elise Burgin Ben Testerman | n/a                          | n/a                          |
| 1987  | 2e tour (1/8) Gary Donnelly | Anne Hobbs Andrew Castle    | -                            | -                          | 1er tour (1/32) Robert Seguso | B. Cordwell R. Simpson      | -                           | -                          | n/a                          | n/a                          |
| 1988  | -                           | -                           | 1er tour (1/32) Ken Flach    | Terry Phelps B. Willenborg | 1er tour (1/32) Ken Flach     | R. Fairbank Danie Visser    | 2e tour (1/8) Robert Seguso | Elna Reinach Eddie Edwards | n/a                          | n/a                          |
| 1990  | -                           | -                           | 3e tour (1/8) Ken Flach      | Nicole Provis Danie Visser | -                             | -                           | -                           | -                          | n/a                          | n/a                          |
| 1991  | -                           | -                           | -                            | -                          | 1er tour (1/32) Robert Seguso | Laura Golarsa Ugo Colombini | -                           | -                          | n/a                          | n/a                          |

Sous le résultat, le partenaire ; à droite, l’ultime équipe adverse.

## Parcours aux Masters

### En simple dames
| # | Date       | Nom de l'édition                       | ($)     | Surface         | Résultat       | Ultime adversaire   | Score    |          |
| - | ---------- | -------------------------------------- | ------- | --------------- | -------------- | ------------------- | -------- | -------- |
| 1 | 27/02/1984 | Virginia Slims Championships, New York | 500 000 | Moquette (int.) | 1/4 de finale  | Martina Navrátilová | 6-3, 6-0 | Parcours |
| 2 | 18/03/1985 | Virginia Slims Championships, New York | 500 000 | Moquette (int.) | 1er tour (1/8) | Kathy Rinaldi       | 6-3, 6-2 | Parcours |
| 3 | 17/03/1986 | Virginia Slims Championships, New York | 500 000 | Moquette (int.) | 1er tour (1/8) | Pam Shriver         | 6-3, 6-0 | Parcours |

## Parcours aux Jeux olympiques

### En simple dames
| # | Date       | Nom de l'olympiade | Surface    | Résultat        | Ultime adversaire | Score     |          |
| - | ---------- | ------------------ | ---------- | --------------- | ----------------- | --------- | -------- |
| 1 | 20/09/1988 | Olympics, Séoul    | Dur (ext.) | 1er tour (1/32) | Nathalie Tauziat  | 7-65, 6-1 | Parcours |

### En double dames
| # | Date       | Nom de l'olympiade | Surface    | Résultat      | Partenaire        | Ultimes adversaires              | Score         |          |
| - | ---------- | ------------------ | ---------- | ------------- | ----------------- | -------------------------------- | ------------- | -------- |
| 1 | 20/09/1988 | Olympics Séoul     | Dur (ext.) | 1/4 de finale | Jill Hetherington | Steffi Graf Claudia Kohde-Kilsch | 6-3, 3-6, 6-2 | Parcours |

## Parcours en Coupe de la Fédération
| #                                                                        | Date       | Lieu        | Surface                           | Gagnante(s)                        | Perdante(s)                       | Score         |          |
|                                                                          |            |             |                                   |                                    |                                   |               |          |
| 1982 - 1er tour (groupe mondial) - Tchécoslovaquie - Canada - 2 : 1      |            |             |                                   |                                    |                                   |               |          |
| 1                                                                        | 19/07/1982 | Santa Clara | Dur (ext.)                        | Helena Suková                      | Carling Bassett                   | 6-1, 5-7, 6-2 | Parcours |
|                                                                          |            |             |                                   |                                    |                                   |               |          |
| 1983 - 1er tour (groupe mondial) - Roumanie - Canada - 3 : 0             |            |             |                                   |                                    |                                   |               |          |
| 2                                                                        | 18/07/1983 | Zurich      | Terre (ext.)                      | Virginia Ruzici                    | Carling Bassett                   | 7-6, 6-0      | Parcours |
| 2                                                                        | 18/07/1983 | Zurich      | Terre (ext.)                      | Florenta Mihai Lucia Romanov       | Carling Bassett Jill Hetherington | 6-3, 6-4      | Parcours |
|                                                                          |            |             |                                   |                                    |                                   |               |          |
| 1985 - 1er tour (groupe mondial) - Canada - Suède - 2 : 1                |            |             |                                   |                                    |                                   |               |          |
| 3                                                                        | 08/10/1985 | Nagoya      | Dur (ext.)                        | Carling Bassett                    | Catarina Lindqvist                | 6-4, 6-3      | Parcours |
| 3                                                                        | 08/10/1985 | Nagoya      | Dur (ext.)                        | Catarina Lindqvist Maria Lindström | Carling Bassett Hélène Pelletier  | 4-6, 6-3, 6-4 | Parcours |
|                                                                          |            |             |                                   |                                    |                                   |               |          |
| 1985 - 2e tour (groupe mondial) - Hongrie - Canada - 2 : 1               |            |             |                                   |                                    |                                   |               |          |
| 4                                                                        | 08/10/1985 | Nagoya      | Dur (ext.)                        | Carling Bassett                    | Andrea Temesvári                  | 6-3, 6-1      | Parcours |
|                                                                          |            |             |                                   |                                    |                                   |               |          |
| 1986 - 1er tour (groupe mondial) - Pays-Bas - Canada - 1 : 2             |            |             |                                   |                                    |                                   |               |          |
| 5                                                                        | 22/07/1986 | Prague      | Terre (ext.)                      | Carling Bassett                    | Van der Torre                     | 6-2, 6-0      | Parcours |
| 5                                                                        | 22/07/1986 | Prague      | Terre (ext.)                      | Carling Bassett Jill Hetherington  | Hellas Ter Riet Van der Torre     | 3-6, 6-3, 6-1 | Parcours |
|                                                                          |            |             |                                   |                                    |                                   |               |          |
| 1986 - 2e tour (groupe mondial) - Autriche - Canada - 3 : 0              |            |             |                                   |                                    |                                   |               |          |
| 6                                                                        | 22/07/1986 | Prague      | Terre (ext.)                      | Petra Huber                        | Carling Bassett                   | 2-6, 6-3, 6-4 | Parcours |
|                                                                          |            |             |                                   |                                    |                                   |               |          |
| 1987 - 1er tour (groupe mondial) - Canada - Pays-Bas - 3 : 0             |            |             |                                   |                                    |                                   |               |          |
| 7                                                                        | 28/07/1987 | Vancouver   |                                   | Carling Bassett                    | Marcella Mesker                   | 4-6, 7-5, 6-2 | Parcours |
| 7                                                                        | 28/07/1987 | Vancouver   | Carling Bassett Jill Hetherington | Marcella Mesker Van der Torre      | 6-4, 6-2                          |               | Parcours |
|                                                                          |            |             |                                   |                                    |                                   |               |          |
| 1987 - 2e tour (groupe mondial) - Canada - URSS - 2 : 1                  |            |             |                                   |                                    |                                   |               |          |
| 8                                                                        | 28/07/1987 | Vancouver   |                                   | Larisa Savchenko                   | Carling Bassett                   | 5-7, 6-4, 6-4 | Parcours |
|                                                                          |            |             |                                   |                                    |                                   |               |          |
| 1987 - 1/4 de finale (groupe mondial) - Canada - Tchécoslovaquie - 1 : 2 |            |             |                                   |                                    |                                   |               |          |
| 9                                                                        | 28/07/1987 | Vancouver   |                                   | Hana Mandlíková                    | Carling Bassett                   | 6-4, 6-1      | Parcours |

## Classements WTA

### Classements en simple en fin de saison
| Année | 1983 | 1984 | 1985 | 1986 | 1987 | 1988 | 1989 | 1990 | 1992 |
| Rang  | 19   | 11   | 15   | 20   | 31   | 147  | 162  | 159  | 339  |

Source : (en) « Classements de Carling Bassett », sur le site officiel du WTA Tour

### Classements en double en fin de saison
| Année | 1986 | 1987 | 1988 | 1989 | 1990 |
| Rang  | 57   | 63   | 125  | 241  | 117  |

Source : (en) « Classements de Carling Bassett », sur le site officiel du WTA Tour